# Varga Tibor (jogtörténész)
Varga Tibor (1962–) magyar jogtörténész.

## Élete
Érettségi után családi indíttatásra jogász lett. A Kőrösi Csoma Akadémián tanított, 2008-ban megalapította a Szent Korona Szabadegyetemet. Gyakori előadó az elsősorban jobboldali politikai szimpátiájú körök által szervezett kulturális rendezvényeken. Solymáron él.
Előadásai többnyire a magyar nemzet múltjáról, jelenéről és jövőjéről, a hajdani és a jelenkori társadalmi berendezkedés összevetéséről és a magyarság jelképeinek valós értelmezéséről szólnak. Legfontosabb küldetésének a Szent Korona-tan tanulmányozását tekinti; értelmezése szerint a tan lényege az igazság és ige, célja az ország „lelkileg felébresztése”.

## Néhány könyve
- Boldogasszony kelengyéje (1999)
- "Pannónia nem veszítheti el angyal adta koronáját!"- A Szent Korona engesztelése (2004)
- "Ima ellenségeinkert" A Szent Korona misztériuma (2006)
- Angyal adta korona - Tanulmányok a Szent Koronárol (2010)
- Szerzője és szerkesztője a Dr Bakay Kornél 70 éves születésnapja alkalmából megjelent Szent László nemeses (2010) című könyvnek
- Apostoli Korona - Értekezések a Szent Koronáról (2013)
- A szívbe írt igazság - A szkíta és a hun jog alapjai (2014)
- A Szent Korona; Szent Korona Országáért Alapítvány–ArchiRegnum, Solymár, 2016